# لیبیتسه ناد دووبراووو
لیبیتسه ناد دووبراووو (به چکی: Libice nad Doubravou) یک منطقهٔ مسکونی در جمهوری چک است که در ناحیه هاولیتشکوف برود واقع شده‌است. لیبیتسه ناد دووبراووو ۲۱٫۹۴ کیلومتر مربع مساحت و ۸۵۷ نفر جمعیت دارد و ۴۲۱ متر بالاتر از سطح دریا واقع شده‌است.